# Vitali Kim
Vitali Oleksandrovîci Kim (ucraineană Віталій Олександрович Кім; n. 13 martie 1981) este un om de afaceri și politician ucrainean care este guvernatorul regiunii Mîkolaiv începând din 2020. Pe 6 martie 2022 a fost distins de președintele Volodîmîr Zelenski cu Ordinul Bohdan Hmelnițki pentru organizarea apărării regiunii împotriva invadatorilor ruși, care înaintau spre vest către Odesa și Transnistria și au fost opriți pe râul Bug și ulterior respinși.

## Biografie
Vitali Kim s-a născut pe 13 martie 1981 la Mîkolaiv. Tatăl său, Oleksandr, este un antrenor renumit de baschet de origine coreeană și a fost jucător la echipa de tineret a Uniunii Sovietice.
Kim a absolvit Gimnaziul nr. 2 din Mîkolaiv și Universitatea Națională de Construcții Navale Amiral Makarov cu o diplomă în economia întreprinderii.
În 1998 a început să se angajeze în activități antreprenoriale. A fost partenerul gestionar al complexului de divertisment Ushuaja.
În 2003 a lucrat pentru compania Ukrpromresurs, care era angajată în auditul sectorului public. Din 2005 până în 2011 a condus o serie de întreprinderi la Mîkolaiv, a fost angajat în investiții internaționale. Din 2015 până în 2016 a condus departamentul de analiză al Ministerului Politicii Agrare al Ucrainei. El este și fondatorul unui grup de companii de dezvoltare, angajate în construcția de complexe rezidențiale „Orange”, „Concert” și „Uiutnî”.

### Activitate politică
În 2019 a fost voluntar al filialei Mîkolaiv a partidului Servitorul Poporului la alegerile prezidențiale și parlamentare. În timpul alegerilor locale din 2020 a fost candidat pentru consiliul orașului Mîkolaiv din partea partidului „Slujitorul poporului” pe locul doi în listă, rămânând în același timp neafiliat. Kim a fost, de asemenea, șeful sediului electoral al partidului și a făcut campanie pentru consiliile locale și regionale.
La 25 noiembrie 2020 președintele Ucrainei, Volodîmîr Zelenski, l-a numit pe Kim guvernator al regiunii Mîkolaiv.

## Viața personală
Este căsătorit cu Iulia Vitalivna Kim și are trei copii. Cele două fiice ale lor sunt Evhenia și Oleksandra, iar fiul lor este Ruslan.
Vorbește engleza, precum și ceva franceză și coreeană, datorită originii sale coreene.